# KZGZ
KZGZ（97.5 FM，“Power 98”）是位于关岛阿加尼亚的一个广播电台，由索伦森太平洋广播开办，在1993年开播。主要播放嘻哈音乐和R&B音乐。